# Emilia Maier

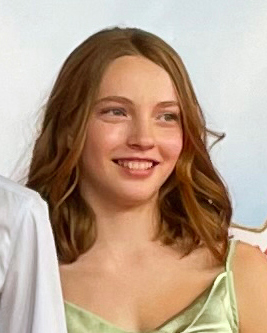
Emilia Maier (2022)

Emilia Maier (* 2007) ist eine deutsche Schauspielerin. Sie wurde bekannt durch ihre Rolle als Ida in der Filmreihe Die Schule der magischen Tiere.

## Leben
Emilia Maier lebt mit ihrer Familie in einem Vorort von Heidelberg.
Neben der Schule spielt sie Basketball, reitet und macht Musik.
Sie kannte die Bücher bereits von ihrer Schwester und erfuhr von einer Klassenkameradin vom Casting zum Film. Nach mehreren Auswahlrunden, bei denen sie Leonard Conrads und Loris Sichrovsky kennenlernte, bekam sie die Hauptrolle der Ida.

## Filmografie
- 2021: Die Schule der magischen Tiere
- 2022: Die Schule der magischen Tiere 2
- 2022: 17 Rosen für Emma (Kurzfilm)
- 2024: Hameln
- 2024: Die Schule der magischen Tiere 3
- 2025: Die Schule der magischen Tiere 4[4]